# Dornajo

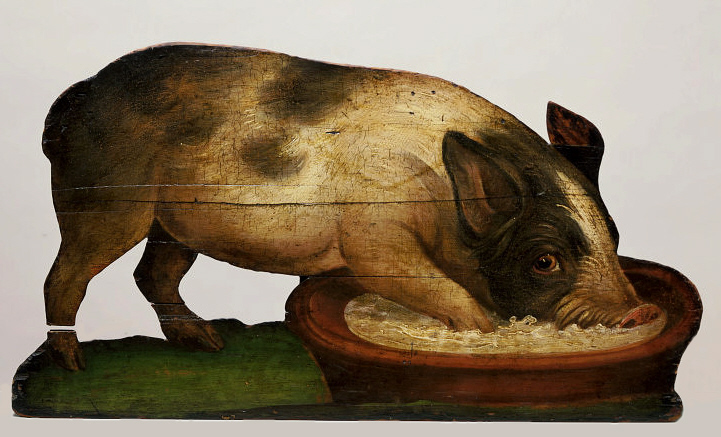
Dornajo de madera en una representación pictórica sobre tabla (hacia finales del). Victoria and Albert Museum (Londres).

Dornajo se llama a varios recipientes de diferente tamaño, material y uso, desde una artesa de madera, piedra u obra de alfarería para dar de comer a los animales, hasta una vasija similar a una olla de barro o un lebrillo.

## Usos
En función de la zona geográfica, el dornajo se identificará con una pequeña artesa, un cajón vaciado en madera similar a un pesebre, o bien, una pila o tina labradas en piedra. En otros contextos puede aparecer como sinónimo de batea, gamella o gaveta, y sus usos serán tan específicos o variados como dar de comer a los cerdos en Extremadura y Andalucía, recipiente para fregar a modo de lebrillo, o "jarro u olla de barro" usada como medida de capacidad, según informa Joan Corominas en su Diccionario Crítico Etimológico de la Lengua Castellana, donde "dornajo" es voz derivada del occitano «dorna». La Real Academia Española lo considera diminutivo de "duerna". En el enciclopédico de Espasa-Calpe se dan como correspondencias en otras lenguas: el «auge» francés, el «trogolo» italiano, el «trough» inglés y el «trog» alemán.

## Dornajos literarios
José Velarde, hábil rimador del Romanticismo español y socio de Zorrilla en el arte del drama en verso, describe en una estrofa de un poema dedicado a La era el uso tradicional del dornajo en el mundo rural:

Terminada la faena

van los hijos del trabajo

a sentarse ante el dornajo

que el fresco gazpacho llena.

### Un dornajo cervantino
En la primera parte de El Quijote, Cervantes describe un dornajo que la gentileza de unos cabreros ha improvisado como asiento para ilustres invitados:

Sentáronse a la redonda de las pieles seis dellos, que eran los que en la majada había, habiendo primero con groseras ceremonias rogado a don Quijote que se sentase sobre un dornajo que vuelto del revés le pusieron. Sentóse don Quijote, y quedábase Sancho en pie para servirle la copa, que era hecha de cuerno.
 Cervantes Don Quijote (Primera parte; capítulo XI)

### Un dornajo esperpéntico
De nuevo como recipiente reciclado, el dornajo se convierte en carricoche esperpéntico en la imaginación de Ramón María del Valle-Inclán que al inicio de Divinas palabras lo describe así:

Una vieja, con mantilla de paño pardo sale al pórtico, después otra, más tarde otra. Salen deshiladas; portan agua bendita en el cuenco de las manos y la van regando sobre las sepulturas. La última tira de un dornajo con cuatro ruedas, camastro en donde bailotea adormecido un enano hidrocéfalo. Juana la Reina, sombra terrosa y descalza que mendiga por ferias y romerías con su engendro, interroga al sacristán, de quien es hermana.
 Valle-Inclán  Divinas Palabras (Jornada Primera, Escena primera)